# Lasiocereus fulvus
Lasiocereus fulvus ist eine Pflanzenart in der Gattung Lasiocereus aus der Familie der Kakteengewächse (Cactaceae).

## Beschreibung
Lasiocereus fulvus wächst strauchig bis etwas ausgespreizt und erreicht Wuchshöhen von 1,5 bis 3 Metern. Die Triebe weisen Durchmesser von 5 bis 7 Zentimeter auf. Die 10 bis 14 stumpfen, etwas welligen Rippen sind 5 bis 7 Millimeter hoch und kaum gekerbt. Die kreisrunden Areolen sind mit orangem Filz besetzt. Blühfähige Areolen sind sehr groß und tragen lange weiße Wolle. Die bräunlich roten bis rötlich grauen Dornen besitzen eine gelbliche Spitze. Die pfriemlichen Mitteldornen sind 2 bis 5 Zentimeter lang. Die 8 bis 12 nadeligen Randdornen besitzen Längen zwischen 5 und 10 Millimetern.
Die Blüten sind bis 6 Zentimeter lang. Die grünen Früchte besitzen Durchmesser von 4 bis 5 Zentimeter.

## Verbreitung, Systematik und Gefährdung
Lasiocereus fulvus ist im Norden Perus am Amazonas im Distrikt Balsas in Höhenlagen von 800 bis 1700 Metern verbreitet.
Die Erstbeschreibung erfolgte 1981 durch Friedrich Ritter.
In der Roten Liste gefährdeter Arten der IUCN wird die Art als „Least Concern (LC)“, d. h. als nicht gefährdet geführt.

## Nachweise